# Європейська частина Росії

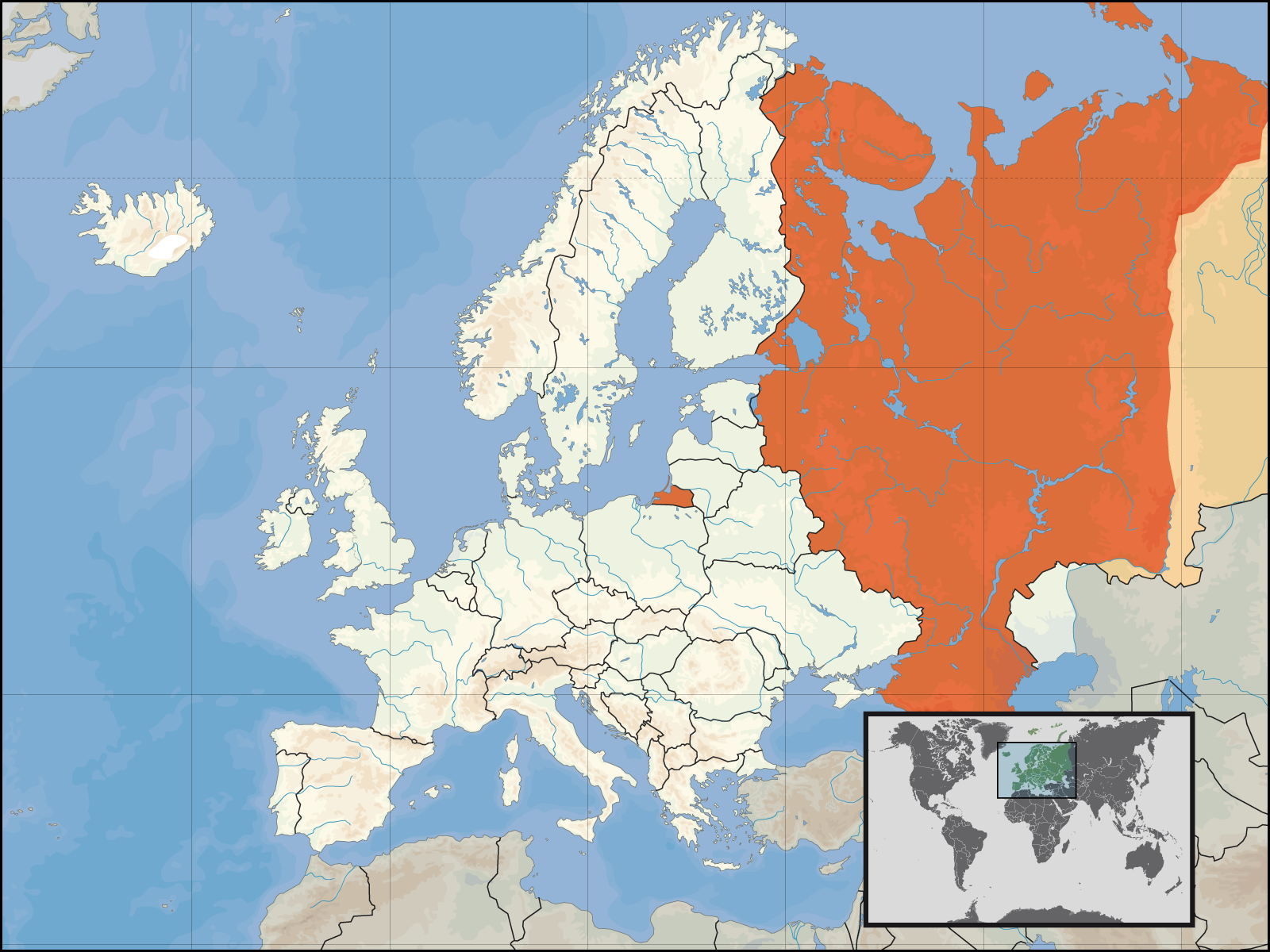
Європейська територія РФ

Європе́йська части́на Росі́ї — частина Росії, що географічно відноситься до Європи. Її кордоном є Уральські гори, кордон з Казахстаном і річки Кума й Манич (іноді як південний кордон вказується вододіл Головного Кавказького хребта).
Включає в себе Центральний, Південний, Північно-західний, Північно-Кавказький, а також частину Приволзького федерального округу (за винятком регіонів Уралу, частково розташованих в Азії — Башкортостану, Оренбурзької області і Пермського краю). Зазвичай Європейська частина розглядається як один з трьох регіонів Росії, решта — Кавказ і Сибір разом з Далеким Сходом.

## Географія
Площа близько 3 969 100 км (23 % території Росії і близько 40 % території всієї Європи). Європейська частина Росії входить у Велику Європейську рівнину.
55 суб'єктів Російської Федерації розташовані на території європейської частини країни.

## Населення
Населення європейської частини Росії становить 78 % від загального, густота населення в середньому складає 27 чол./км².
До корінних народів європейської частини Росії належать росіяни, українці, татари, башкири, чуваші, чеченці, інгуші, мордва, аварці, удмурти, марійці, кабардинці та інші.